# Norway (Iowa)
Norway és una població dels Estats Units a l'estat d'Iowa. Segons el cens del 2000 tenia 601 habitants.

## Demografia
Segons el cens del 2000, Norway tenia 601 habitants, 241 habitatges, i 173 famílies. La densitat de població era de 515,7 habitants/km².
Dels 241 habitatges en un 32,8% hi vivien nens de menys de 18 anys, en un 60,2% hi vivien parelles casades, en un 9,5% dones solteres, i en un 28,2% no eren unitats familiars. En el 25,7% dels habitatges hi vivien persones soles el 8,3% de les quals corresponia a persones de 65 anys o més que vivien soles. El nombre mitjà de persones vivint en cada habitatge era de 2,49 i el nombre mitjà de persones que vivien en cada família era de 3,01.
Per edats la població es repartia de la següent manera: un 26,1% tenia menys de 18 anys, un 6,8% entre 18 i 24, un 29,1% entre 25 i 44, un 24,1% de 45 a 60 i un 13,8% 65 anys o més.
L'edat mediana era de 37 anys. Per cada 100 dones de 18 o més anys hi havia 93,9 homes.
La renda mediana per habitatge era de 44.018 $ i la renda mediana per família de 50.278 $. Els homes tenien una renda mediana de 36.103 $ mentre que les dones 20.917 $. La renda per capita de la població era de 20.300 $. Entorn del 4,3% de les famílies i el 5,1% de la població estaven per davall del llindar de pobresa.

## Poblacions més properes
El següent diagrama mostra les poblacions més properes.